# هنري ليباج
هنري ليباج (30 أبريل 1908 – 26 أكتوبر 1996) هو مبارز بالسيف فرنسي راحل، مثّل بلاده في الألعاب الأولمبية الصيفية 1948.

## روابط رياضية
هنري ليباج على موقع اللجنة الأولمبية الدولية (الإنجليزية)
- هنري ليباج على موقع أوليمبيديا (الإنجليزية)